# Echten (Frise)
Pour les articles homonymes, voir Echten.
Echten (en frison : Ychten) est un village de la commune néerlandaise de De Fryske Marren, situé dans la province de Frise.

## Géographie
Le village est situé dans le sud de la Frise, à 10 km au sud de Joure, sur la rive sud du Tsjûkemar.

## Histoire
Echten est un village de la commune de Lemsterland avant le 1er janvier 2014, où elle est supprimée et fusionnée avec Gaasterlân-Sleat et Skarsterlân pour former la nouvelle commune de De Friese Meren, devenue De Fryske Marren en 2015.

## Démographie
Le 1er janvier 2017, le village comptait 235 habitants.